# 2004年全豪オープン
2004年 全豪オープン（2004ねんぜんごうオープン、Australian Open 2004）は、オーストラリア・メルボルンにある「メルボルン・パーク・ナショナルテニスセンター」にて、2004年1月19日から2月1日まで開催された。

## シニア

### 男子シングルス
ロジャー・フェデラー def.  マラト・サフィン, 7–6(3), 6–4, 6–2
- フェデラーは全豪オープン初優勝、4大大会2勝目である。

### 女子シングルス
ジュスティーヌ・エナン＝・アーデン def.  キム・クライシュテルス, 6–3, 4–6, 6–3
- エナンは大会初優勝である。

### 男子ダブルス
ミカエル・ロドラ /  ファブリス・サントロ def.  ボブ・ブライアン /  マイク・ブライアン, 7–6(4), 6–3

### 女子ダブルス
ビルヒニア・ルアノ・パスクアル /  パオラ・スアレス def.  スベトラーナ・クズネツォワ /  エレーナ・リホフツェワ, 6–4, 6–3

### 混合ダブルス
エレーナ・ボビナ /  ネナド・ジモニッチ def.  マルチナ・ナブラチロワ /  リーンダー・パエス, 6–1, 7–6(3)

## ジュニア

### 男子シングルス
ガエル・モンフィス def.  ジョセリン・ウィアンナ, 6–0, 6–3

### 女子シングルス
シャハー・ピアー def.  ニコル・バイディソバ, 6–1, 6–4

### 男子ダブルス
Scott Oudsema /  ブライアン・エバンス def.  David Galic /  David Jeflea, 6-1, 6-1

### 女子ダブルス
詹詠然 /  孫勝男 def.  Veronika Chvojkova /  ニコル・バイディソバ, 7-5, 6-3